# Slite kyrka
Slite kyrka är en kyrkobyggnad som tillhör Othem-Boge församling i Visby stift och ligger i samhället Slite på Gotland. Kyrkan ligger på en kalkstensklippa med utsikt över havet och är ett stopp längs pilgrimsleden S:t Olofsleden.

## Kyrkobyggnaden
Kyrkobyggnaden uppfördes 1959–1960 efter ritningar av Holger Jensen i Köpenhamn och är den första på Gotland som uppförts i Svenska kyrkans regi sedan 1300-talet.  Vid kyrkbygget användes endast gotländska byggnadsmaterial som kalksten och furu. Grundplanen har formen av en långsmal oktogon med altaret i den södra kortänden. Huvudingången ligger vid norra kortänden. I en utskjutande del åt öster ligger sakristian som är förbunden med klockstapeln och ett större kors. Det branta valmade taket är klätt med träpanel vilket präglar exteriör såväl som interiör. Väggarna är invändigt och utvändigt klädda med kalkstensskivor och är till största delen glasade. Den glasade altarväggen fungerar som altartavla och ger utsikt mot havet.
Kyrkan invigdes den 3 juli 1960 av biskop Algot Anderberg

## Inventarier
- Altare och flyttbar altarring
- Dopfunt i kalksten 1960
- Triumfkrucifixet från 1960 liksom Madonnan på väggen invid dopfunten är utförda av konstnär Bertil Nyström i Slite
- Predikstol
- Processionskrucifix
- Stolsinredning

## Orgel
- Orgeln byggdes 1960 av A. Magnusson Orgelbyggeri AB. Orgeln är mekanisk.

| Huvudverk I   | Svällverk II | Pedal      | Koppel |
| Gedackt 8’    | Rörflöjt 8’  | Subbas 16’ | I/P    |
| Principal 4’  | Täckflöjt 4’ |            | II/P   |
| Mixtur 3 chor | Principal 2’ |            | II/I   |
|               | Nasat 1 1⁄3’ |            |        |